# Moritz Klein
Moritz Klein (* 5. September 1996) ist ein deutscher Beachvolleyballspieler.

## Karriere
Klein spielte 2014 und 2015 bei deutschen U20-Meisterschaften. Von 2016 bis 2018 absolvierte er unter anderem mit Niko Meyer Turniere der Kategorien 1 und 2. Bei der Techniker Beach Tour 2018 trat er mit Juri Scholten und Edgar Witt dreimal in der Qualifikation an. 2019 spielte er zunächst mit Witt und Meyer. Bei der Techniker Beach Tour 2019 trat er bei den vier Strandturnieren mit Benedikt Sagstetter an. In Sankt Peter-Ording und Zinnowitz wurden Klein/Sagstetter jeweils Fünfte und in Fehmarn und Kühlungsborn belegten sie den 13. Platz. 2020 kam er bei der Beach-Liga als Ersatzspieler mit Richard Peemüller zum Einsatz. Über die Comdirect Beach Tour 2020 qualifizierte sich Klein mit Rudy Schneider für die deutsche Meisterschaft, bei der sie Platz fünf erreichten.
2021 nahm Moritz Klein mit Niko Meyer an der German Beach Trophy teil, wo die beiden in der zweiten Woche Milan Sievers und Eric Stadie ersetzten.